# 双鸭山农场
双鸭山农场是一个位于中华人民共和国黑龙江省双鸭山市宝山区的农场，亦是黑龙江省农垦红兴隆管理局所属的一个农场。
双鸭山农场于1947年建场，地处三江平原，地跨宝清县、集贤县、双鸭山市。土地面积333.3平方公里，总人口1.5万人口。

## 行政区划
双鸭山农场下辖以下单位：
双鸭山场直社区、双鸭山农场第一管理区、双鸭山农场第二管理区、双鸭山农场第三管理区、双鸭山农场第四管理区和双鸭山农场第五管理区。